# Joseph Eric D’Arcy
Joseph Eric D'Arcy (Melbourne, 25 april 1924 - aldaar, 12 december 2005) was een Australische bisschop, en later ook aartsbisschop, zodat hij van 1988 tot 1999 aan het hoofd stond van de Rooms-Katholieke Kerk in Tasmanië. 

## Levensloop
D'Arcy studeerde aan het Corpus Christi College in Werribee en werd uiteindelijk op 24 juli 1949 tot priester gewijd. Daarna studeerde hij filosofie aan de universiteit in Melbourne, aan de Universiteit van Oxford en ten slotte aan de Gregoriaanse universiteit in Rome. Hij was de eerste Australiër die in Oxford de graad van doctor behaalde. In 1962 keerde hij terug naar Australië en gaf er 20 jaar lang filosofie aan de universiteit in Melbourne.
Op 25 april 1981 werd hij tot bisschop van het bisdom Sale benoemd. Toen D'Arcy op 24 oktober 1988 aartsbisschop van Hobart werd, volgde Jeremiah Joseph Coffey de kersverse aartsbisschop op als bisschop van Sale. Op 26 juli 1999 moest D'Arcy wegens ouderdomsproblemen van zijn ambt afzien. De rest van zijn leven bracht hij door in Melbourne.
Uiteindelijk stierf Joseph Eric D'Arcy op 12 december 2005 in het Sint Vincent's Hospital in Melbourne, waar hij eerder voor een longontsteking opgenomen was. Precies een week later werd hij begraven in de Saint Mary's Cathedral van Hobart.